# Wiktorowo (Litwa)
Wiktorowo (lit. Viktarinė) – wieś na Litwie, w rejonie solecznickim, 5 km na południe od Turgieli, zamieszkana przez 16 ludzi. Przed II wojną światową w Polsce, w powiecie wileńsko-trockim województwa wileńskiego.